# Anastasija Vinnikava
Anastasija Vinnikava (in bielorusso Анастасія Віннікава?; Minsk, 15 aprile 1991) è una cantante bielorussa.

## Biografia
Anastasija ha studiato al liceo linguistico di Minsk e ha cantato all'inaugurazione della Minsk Arena, sede il 20 novembre 2010 dello Junior Eurovision Song Contest 2010. 
Nel 2011 è stata scelta internamente per rappresentare la Bielorussia all'Eurovision Song Contest 2011. La sua canzone Born in Bielorussia (Nata in Bielorussia) è risultata essere stata cantata prima del limite fissato dall'EBU e, nonostante il tentativo di cambiare nome e melodia al brano, è stato possibile evitarne la squalifica; all'interprete è stato dunque composto un altro brano, I Love Belarus (Io amo la Bielorussia) che, non superando le semifinali e qualificandosi al 14º posto su di un totale di 19 partecipanti, ha determinato l'esclusione della Bielorussia dalla Finale della kermesse.
L'anno dopo Anastasija Vinnikava ha partecipato all'Eurofest (selezione nazionale bielorussa per l'Eurofestival) senza tuttavia essere selezionata per rappresentare nuovamente il suo Stato alla competizione europea.